# Aron Winter
Aron Mohamed Winter (Paramaribo, 1. ožujka 1967.) je bivši nizozemski nogometaš i nacionalni reprezentativac. Nakon prekida igračke karijere Winter je postao trener.

## Karijera

### Igračka karijera

#### Ajax
Prije nego što je došao u Ajax, Aron Winter je igrao u amaterskim momčadima Unicum i SV Lelystad. Dolaskom u Ajax, Winter je sezonu 1985./86. odigrao u Jong Ajaxu, klubu Ajaxove omladinske škole.
Za seniorski sastav Winter je debitirao već 6. travnja 1986. protiv Utrechta kojeg ja Ajax pobijedio s visokih 3:0. Sve do odlaska iz kluba 1992. i transfera u rimski Lazio, Winter je s klubom osvojio nizozemsko prvenstvo (1990.), dva domaća kupa (1987. i 1988.) te Kup pobjednika kupova (1987.) i Kup UEFA (1992.).
Tijekom tog dijela karijere, Aron Winter je kao član nizozemske reprezentacije osvojio i EURO 1988.

#### Lazio
Tijekom igranja za Lazio, Winterova uloga je bila zamijeniti Paula Gascoignea te je kroz četiri sezone u klubu igrao na poziciji defenzivnog veznog.

#### Inter Milan
S milanskim Interom Winter je igrao dva finala Kupa UEFA. U prvom finalu iz 1997. pitanje pobjednika se odlučivalo izvođenjem jedanaesteraca. Winter je promašio penal i trofej je osvojio Schalke 04. U svojem drugom finalu koje je igrano već sljedeće godine, igrač je s klubom postao novi osvajač Kupa UEFA a Winteru je to bio treći osvojeni europski trofej.

#### Povratak u Ajax
1999. godine Aron Winter se vraća u amsterdamski Ajax u kojem je započeo karijeru. Tijekom sezone 2001./02. bio je na posudbi u Sparti Rotterdam dok je sljedeće sezone koja mu je bila posljednja igrao u Ajaxovom dresu nakon čega se igrački umirovio.

### Reprezentativna karijera
Aron Winter je imao veoma uspješnu reprezentativnu karijeru s Nizozemskom te je s reprezentacijom nastupio na čak četiri europska (Zapadna Njemačka 1988., Švedska 1992., Engleska 1996. i Nizozemska / Belgija 2000.) i tri svjetska prvenstva (Italija 1990., SAD 1994. i Francuska 1998.).
Najveći uspjeh s reprezentacijom je ostvario 1988. kada su Oranje postale novi europski prvak pobijedivši u finalu Sovjetski Savez. Od ostalih većih rezultata tu su i dva polufinala na europskim prvenstvima 1992. i 2000. te četvrto mjesto na Mundijalu 1998. u Francuskoj.
Winter je za reprezentaciju nastupio u ukupno 84 utakmice te je pritom postigao šest pogodaka. Najznačajniji gol je postigao protiv Brazila u četvrtfinalu SP-a 1994. Po broju nastupa za Nizozemsku, Winter je trenutno na osmom mjestu.

### Trenerska karijera
Prekidom igračke karijere, Winter je kao trener preuzeo Ajaxovu omladinsku školu u kojoj je od 2005. do 2007. bio asistent treneru a od 2007. do 2009. je sam bio glavni trener.
6. siječnja 2011. Winter potpisuje trogodišnji ugovor s kanadskom MLS momčadi Toronto FC. Kao novi trener, Winter je zaposlio u klubu i dvojicu bivših kolega iz Ajaxa, Boba de Klerka kao svojeg asistenta te Paula Marinera kao direktora škole nogometa.
Nakon razočaravajućeg otvaranja sezone i 4:2 poraza od Vancouver Whitecapsa, Winter kao trener već sljedeći tjedan na domaćem terenu pobjeđuje Portland Timberse s 2:0. Početkom srpnja 2011. Winter s Torontom osvaja prvi trofej, kanadsko prvenstvo. To je bio treći klupski uzastopni naslov te se njime klub kvalificirao na kontinentalnu Ligu prvaka.

## Osvojeni trofeji

### Klupski trofeji
| Klub        | Trofej                | Sezona / godina |
| Nizozemska  | Nizozemska            | Nizozemska      |
| ----------- | --------------------- | --------------- |
| Ajax        | Nizozemski kup        | 1986./87.       |
| Ajax        | Kup pobjednika kupova | 1986./87.       |
| Ajax        | Nizozemsko prvenstvo  | 1989./90.       |
| Ajax        | Kup UEFA              | 1992.           |
| Španjolska  |                       |                 |
| Inter Milan | Kup UEFA              | 1998.           |

### Individualni trofeji
| Klub       | Trofej              | Godina     |
| Nizozemska | Nizozemska          | Nizozemska |
| ---------- | ------------------- | ---------- |
| Ajax       | Trofej Johan Cruyff | 1986.      |

### Trenerski trofeji
| Klub       | Trofej             | Godina |
| Kanada     | Kanada             | Kanada |
| ---------- | ------------------ | ------ |
| Toronto FC | Kanadsko prvenstvo | 2011.  |

## Vanjske poveznice
- Profil i statistika igrača na Wereldvanoranje.nl